# Dzmitry Patotski
Dzmitry Patotski (Baránavichi, 3 de octubre de 1992) es un jugador de balonmano bielorruso. Juega en la posición de portero en el Club Balonmano Nava.

## Trayectoria
- Meshkov Brest (2010-2016)
- BM San José Obrero (2016-2017)
- BM Alcobendas (2017-2018)
- Ademar de León (2018-2020)
- BM Nava (2020-Act.)